# Genillé
Genillé é uma comuna francesa na região administrativa do Centro, no departamento Indre-et-Loire. Estende-se por uma área de 62,09 km². Em 2010 a comuna tinha 1 546 habitantes (densidade: 24,9 hab./km²).